# 山口村 (山形県)
山口村（やまぐちむら）は山形県北村山郡にあった村。現在の天童市北端、奥羽本線乱川駅の東側一帯にあたる。

## 地理
- 山：水晶山
- 河川：乱川

## 歴史
- 1889年（明治22年）4月1日 - 町村制の施行により、山口村、河原子村、道満村、乱川村の区域をもって発足。
- 1954年（昭和29年）10月1日 - 田麦野村・東村山郡天童町・成生村・蔵増村・津山村・寺津村と合併して東村山郡天童町が発足。同日山口村廃止。

## 交通

### 鉄道路線
現在は旧村域に奥羽本線の乱川駅が所在するが、当時は未開業（合併2ヵ月後の12月1日開業）

### 道路
- 国道13号